# Wybory do Parlamentu Europejskiego w Luksemburgu w 1984 roku
Wybory do Parlamentu Europejskiego w Luksemburgu w 1984 roku zostały przeprowadzone 17 czerwca 1984. Do zdobycia było 6 mandatów, o które ubiegało się 6 partii politycznych. Wybory wygrała Chrześcijańsko-Społeczna Partia Ludowa zdobywając 33,90% głosów i 3 mandaty. Mandaty zdobyły także Luksemburska Socjalistyczna Partia Robotnicza i Partia Demokratyczna.
| Nazwa Partii                                  | Ilość Głosów % | Liczba mandatów |
| --------------------------------------------- | -------------- | --------------- |
| Chrześcijańsko-Społeczna Partia Ludowa        | 33,90%         | 3               |
| Luksemburska Socjalistyczna Partia Robotnicza | 29,93%         | 2               |
| Partia Demokratyczna                          | 22,07%         | 1               |
| Zieloni                                       | 6,08%          | -               |
| Partia Komunistyczna                          | 4,08%          | -               |
| Liga Komunistyczno-Rewolucyjna                | 0,38%          | -               |
| Suma                                          | 100%           | 6               |